# Књаз трновски
Књаз трновски (буг.  [] — књаз тарновски) је титула коју је добијао прворођени син бугарског монарха. Ова титула је означавала престолонаследника.
Трново је била стара бугарска престоница и најјаче бугарско утврђење у средњем веку између 12. и 14. века и најважнији политички, економски, културни и религиозни центар царства. У 14. веку када је Византијско царство ослабило, Трново је сматрало да постаје њен наследник, засновано на његовом истакнутом културном утицају на Балкану и православним словенима.
1393. године после тромесечне опсаде Трново је пало под влашћу Османског царства. Бугарски цар Јован Шишман је преместио престоницу у Никопољ али је задржао титулу Књаз трновски (буг. Господин Търновски, Gospodin Tarnovski).
У 1593. години бугарски племић и потомак средњовековне династије Шишмановића, Тодор Балина из Никопоља преузео је титулу 'Књаз трновски'. Он је био вођа Првог трновског устанка против Османског царства. У 1686. години Ростислав Стратимировић, још један потомак династије и вођа Другог трновског устанка, такође је носио титулу Књаза. За време Трећег трновског устанка 1835. године, титулу је преузео вођа устанка Велчо Атанасов.
После абдикције са бугарског престола, Кнез Александар I Батенберг носио је титулу Књаз трновски до своје смрти.
1894. године први син Фердинанда I, Борис је добио титулу 'Књаз трновски' као титулу која означава престолонаследника бугарског трона. Коришћење титуле је наставила краљевска породица и након укидања монархије 1946. године. Супруга Књаза трновског носи титулу Књагиња трновска (буг. Княгиня Търновска, Knyagina Tarnovska). Последњи Књаз трновски је Кардам, најстарији син цара Симеона II.

## Списак Књажева
Људи који су носили титулу Књаз трновски:
| Портрет | Име          | од   | до   | Династија   | Грб |
| ------- | ------------ | ---- | ---- | ----------- | --- |
|         | Јован        | 1393 | 1395 | Шишман      |     |
|         | Тодор        | 1593 | 1593 | Шишман      |     |
|         | Ростислав    | 1686 | 1686 | Шишман      |     |
|         | Велчо        | 1835 | 1835 | Атанасов    |     |
|         | Александар I | 1886 | 1893 | Хесен       |     |
|         | Борис ІІІ    | 1894 | 1918 | Сакс-Кобург |     |
|         | Симеон II    | 1937 | 1943 | Сакс-Кобург |     |

## Књажеви након укидања монархије
Од укидања монархије, ово су људи који су користили и користе титулу Књаз трновски:
| Portrait | Name   | From | To   | Dynasty     | Arms |
| -------- | ------ | ---- | ---- | ----------- | ---- |
|          | Кардам | 1962 | 2015 | Сакс-Кобург |      |
|          | Борис  | 2015 | —    | Сакс-Кобург |      |